# بني بانة (عبس)

تعديل مصدري - تعديل

بني بانة هي إحدى قرى عزلة قطبة بمديرية عبس التابعة لمحافظة حجة، بلغ تعداد سكانها 166 نسمة حسب تعداد اليمن لعام 2004.